# Borneodendron
Borneodendron é um género botânico pertencente à família Euphorbiaceae.
Existe uma única espécie, encontrada em Bornéo.

## Espécie
Borneodendron aenigmaticum Airy Shaw

## Nome e referências
Borneodendron Airy Shaw